# 米卡埃尔·萨穆埃尔松
米卡埃尔·萨穆埃尔松（瑞典語：Mikael Samuelsson，1976年12月23日—），瑞典男子冰球运动员。他曾代表瑞典国家队参加2006年冬季奥林匹克运动会冰球比赛，获得一枚金牌。